# 绿刺参
绿刺参（学名：Stichopus chloronotus）为刺参科刺参属的动物，俗名方柱参。分布于印度-西太平洋区域以及中国大陆的海南岛、西沙群岛等地，主要栖息于珊瑚礁内、暴露于水静草茂的沙底以及或生活在泻湖内。该物种的模式产地在关岛。